# Phase supérieure de la société communiste
« Au sein d'un ordre social communautaire, fondé sur la propriété commune des moyens de production, les producteurs n'échangent pas leurs produits », « Marx-Engels : Gloses marginales au programme du Parti Ouvrier allemand (I) », sur www.marxists.org (consulté le 16 décembre 2024)
Pour le système économique de l'Union soviétique, voir Économie de l'URSS.

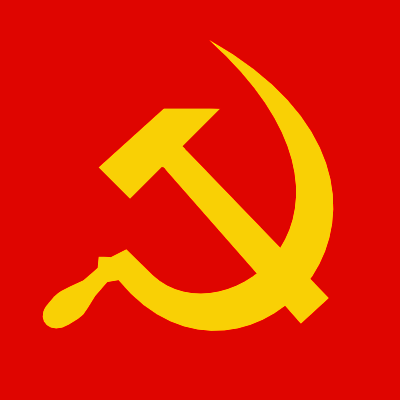
La faucille et le marteau sont un symbole du communisme.

La phase supérieure de la société communiste est caractérisée, dans la théorie marxiste, par une organisation sociale sans classe et sans État, par la propriété collective des moyens de production et un accès gratuit, aux biens de consommation, ce qui implique la fin de l'exploitation par le travail. Dans sa Critique du programme de Gotha, Karl Marx décrit cette phase :

« Dans une phase supérieure de la société communiste, quand auront disparu l'asservissante subordination des individus à la division du travail et, avec elle, l'opposition entre le travail intellectuel et le travail manuel ; quand le travail ne sera pas seulement un moyen de vivre, mais deviendra lui-même le premier besoin vital ; quand, avec le développement multiple des individus, les forces productives se seront accrues elles aussi et que toutes les sources de la richesse collective jailliront avec abondance, alors seulement l'horizon borné du droit bourgeois pourra être définitivement dépassé et la société pourra écrire sur ses drapeaux « De chacun selon ses capacités, à chacun selon ses besoins ! ». »

— Karl Marx, Gloses marginales au programme du Parti Ouvrier allemand, 1875
Le communisme est une étape spécifique du développement socio-économique fondée sur une surabondance des richesses matérielles, résultant des progrès techniques accomplis par les forces productives. Il permettrait la distribution des moyens en fonction des besoins et des relations sociales fondées sur une libre association entre les individus,.
Cette « Phase supérieure de la société communiste » s'entend ici dans son sens théorique et se distingue des régimes politiques communistes (dits également « socialistes ») dirigés par un parti se réclamant du marxisme-léninisme.

## Caractéristiques de la société communiste

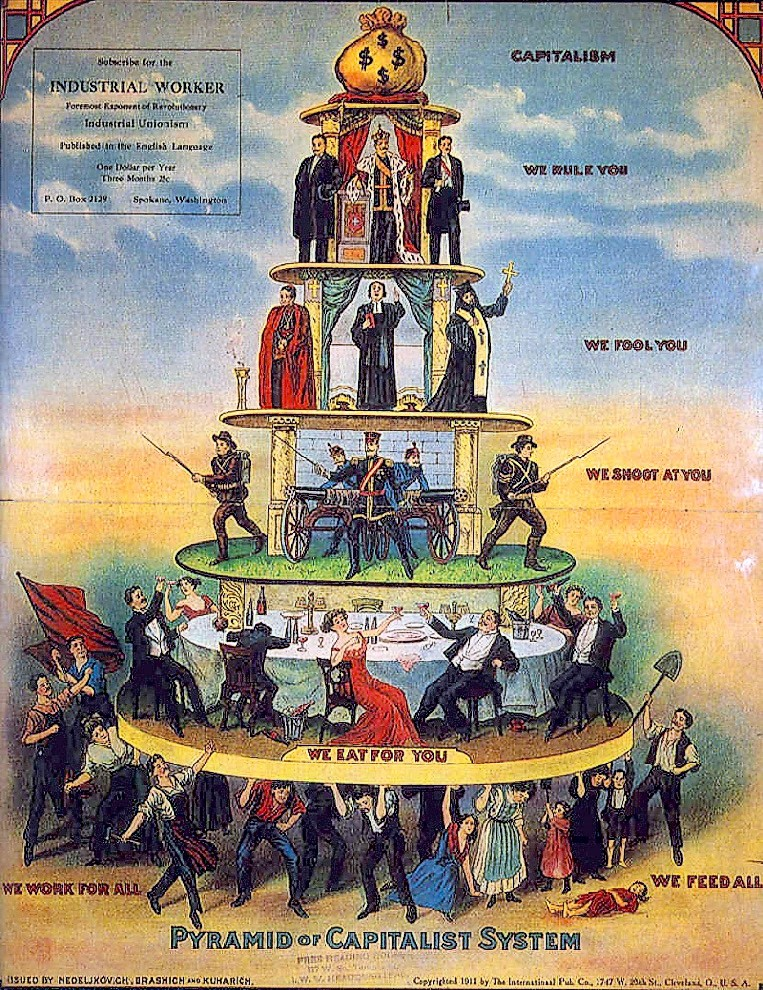
en, début du XXe siècle.

### Propriété sociale(ou collective) desmoyens de production
Sous le capitalisme, les moyens de production et d'échange sont la propriété privée d'une classe sociale : la classe capitaliste. La majorité n'a que « son travail à vendre ». La propriété privée des moyens de production est donc indissociable de l'existence, dans la société, de classes antagonistes en lutte perpétuelle.
Dans une société communiste, c'est l'ensemble des individus qui possèdent les moyens de production : usines, banques, exploitations agricoles ou pétrolières, grands moyens de transport et de communication, etc. La société cesserait donc d'être divisée en classes.

### Organisation de la production et de la distribution
Sous le capitalisme, la concurrence et l'accumulation de profit sont les moteurs de l'économie. Selon les communistes, cette situation engendre crises, guerres, destructions, désastres écologiques, etc. Dans la société communiste, la production et la distribution des biens et des services sera réorganisée de façon rationnelle. Le fait de produire telle ou telle quantité de telle ou telle marchandise, par exemple, ne dépendrait pas de la rentabilité, mais des besoins. La société communiste est organisée selon l'adage de Louis Blanc repris par Karl Marx : « De chacun selon ses capacités, à chacun selon ses besoins ».
La société communiste, la production et la distribution seront organisées à l'avance, au moins dans les grandes lignes. C'est ce qu'on appelle la planification économique.
Il existe des débats, dans les rangs des communistes, à propos du rôle plus ou moins grand que les mécanismes de marché joueront ou non dans la société communiste. Mais personne parmi eux ne conteste la nécessité d'une planification plus ou moins précise.

### Démocratie
La démocratie politique est, selon les communistes, déjà atteinte sous la phase de la dictature du prolétariat (ou État prolétarien), qui, étant la transition entre le capitalisme et la phase inférieure du communisme précède la société communiste.
Concernant la démocratie économique, étant donné que les moyens de production et d'échanges seront la propriété de tous, ce serait aux individus eux-mêmes de prendre les décisions économiques. Selon les communistes, ce serait une extension de la démocratie. Le communisme devrait faire fleurir des organes de démocratie directe (conseils d'usine par exemple), élirait des organes sur la base de mandats impératifs, tournants et révocables… La démocratie ne se limiterait pas l'élection des représentants mais elle comprendrait la gestion directe des moyens de production et le contrôle permanent sur les élus. Les décisions seraient prises à l'issue de discussions.

### Fin des oppressions
La fin de l'exploitation saperait les bases matérielles de nombreuses autres oppressions. Par exemple le racisme généralisé provient fondamentalement de l'inégalité entre pays imposé par l'impérialisme, et, particulièrement en temps de crise, des tentatives des politiciens de désigner des boucs émissaires pour détourner sur eux l'exaspération des classes laborieuses.
Les marxistes[Qui ?] ont[Quand ?] de nombreux débats[Quoi ?] sur la question de l'articulation des différentes oppressions (sexisme, homophobie…) avec le capitalisme (et donc de ce qui se passerait sous le communisme)[réf. nécessaire].

## Les deux phases du communisme

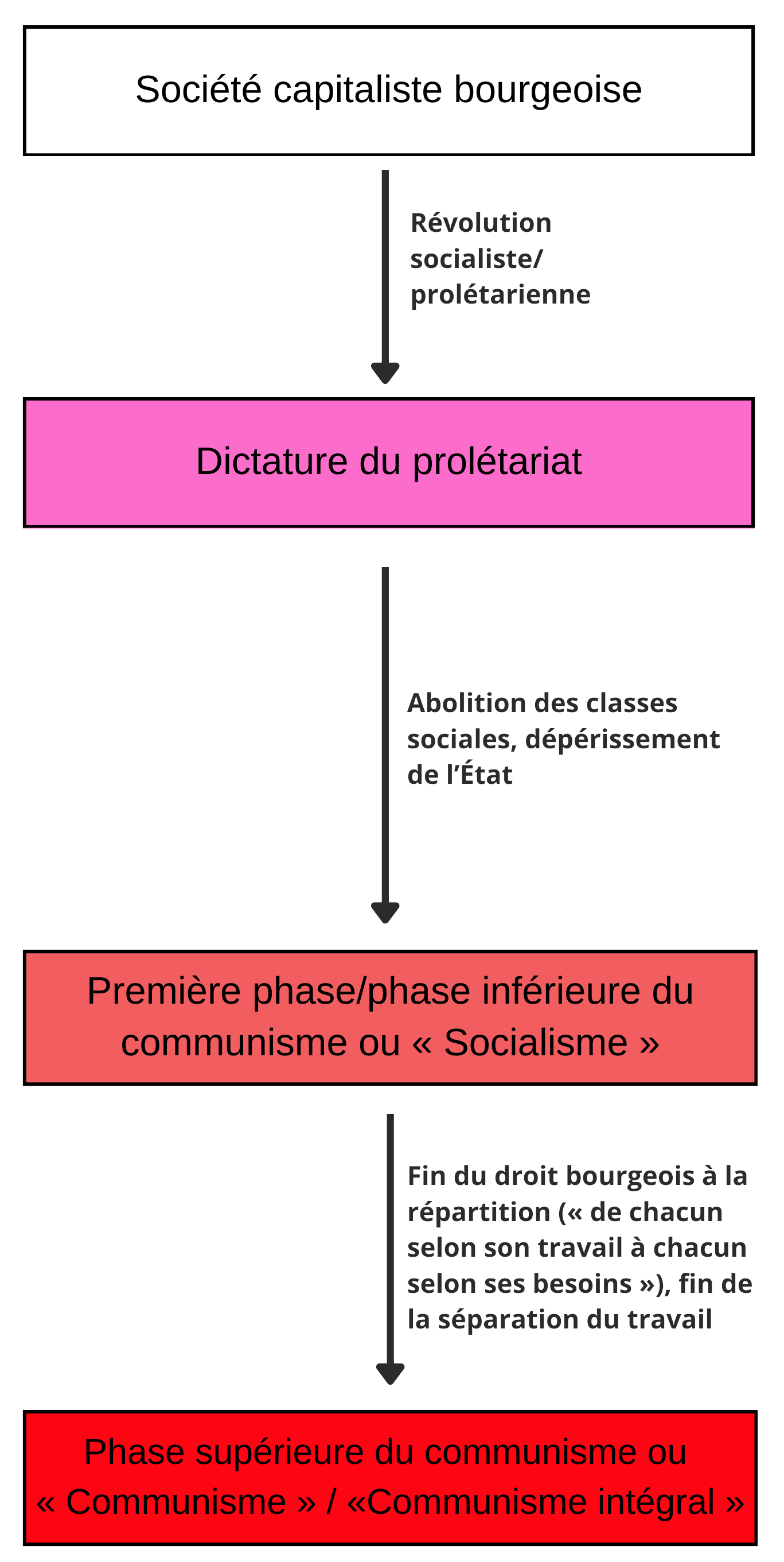
Schéma des différentes phases conduisant à l'établissement de la société communiste. La société communiste telle que décrit par Marx, ou "ordre social communautaire", comprend les deux phases du communisme.

Marx évoquait déjà une distinction entre une « première phase de la société communiste », qui commence après la dictature du prolétariat, et qui évolue progressivement jusqu'à une « phase supérieure de la société communiste »,. Lénine a formalisé et développé cette distinction, en parlant de phase socialiste et de phase communiste.

### Avant la société communiste
Une fois, la révolution prolétarienne faite et la machine d'État bourgeoise brisée, les évènements se déroulent ainsi selon selon Friedrich Engels : l'État prolétarien représente la dictature du prolétariat révolutionnaire sur la bourgeoisie. Lorsqu'il nationalise l'ensemble des moyens de production, il nie la propriété privée et supprime par le même biais les classes sociales (puisque pour les marxistes les classes sociales sont déterminés par la proximité avec la propriété privée). Sa suppression des classes sociales a deux conséquences : premièrement, pour la première fois, il n'agit plus en tant que représentant du prolétariat (puisque le prolétariat n'existe plus) mais en tant que représentant du peuple tout entier ; deuxièmement, par le fait qu'il a supprimé les classes sociales, il cesse d'exister en tant qu'État (puisqu'un État est un outil d'oppression d'une classe par une autre selon le marxisme),. Il dépérit alors progressivement, d'un secteur après l'autre.
Le prolétariat s'empare du pouvoir d'État et transforme les moyens de production d'abord en propriété d'État. Mais par là, il se supprime lui-même en tant que prolétariat, il supprime toutes les différences de classe et oppositions de classes et également l'État en tant qu'État. (...) Quand il finit par devenir effectivement le représentant de toute la société, il se rend lui-même superflu. Dès qu'il n'y a plus de classe sociale à tenir dans l'oppression; dès que, avec la domination de classe et la lutte pour l'existence individuelle motivée par l'anarchie antérieure de la production, sont éliminés également les collisions et les excès qui en résultent, il n'y a plus rien à réprimer qui rende nécessaire un pouvoir de répression, un État. Le premier acte dans lequel l'État apparaît réellement comme représentant de toute la société, - la prise de possession des moyens de production au nom de la société, - est en même temps son dernier acte propre en tant qu'État. L'intervention d'un pouvoir d'État dans des rapports sociaux devient superflue dans un domaine après l'autre, et entre alors naturellement en sommeil. Le gouvernement des personnes fait place à l'administration des choses et à la direction des opérations de production. L'État n'est pas “aboli”, il s'éteint.

### Phase inférieure du communisme (ou socialisme)
Ainsi, la première phase du communisme (ou socialisme, ou encore phase inférieure du communisme) succède directement à la dictature du prolétariat. Elle commence au moment où l'État prolétarien disparait. Cette phase inférieure est dépourvue de classes sociales,,, et donc d'État,, mais aussi d'échange marchand, de loi de la valeur,, de salariat,, d'argent...
Marx décrit ainsi la phase inférieure :
Ce à quoi nous avons affaire ici, c'est à une société communiste non pas telle qu'elle s'est développée sur les bases qui lui sont propres, mais au contraire, telle qu'elle vient de sortir de la société capitaliste; une société par conséquent, qui, sous tous les rapports, économique, moral, intellectuel, porte encore les stigmates de l'ancienne société des flancs de laquelle elle est issue. Le producteur reçoit donc individuellement - les défalcations une fois faites - l'équivalent exact de ce qu'il a donné à la société. Ce qu'il lui a donné, c'est son quantum individuel de travail. Par exemple, la journée sociale de travail représente la somme des heures de travail individuel; le temps de travail individuel de chaque producteur est la portion qu'il a fournie de la journée sociale de travail, la part qu'il y a prise. Il reçoit de la société un bon constatant qu'il a fourni tant de travail (défalcation faite du travail effectué pour les fonds collectifs) et, avec ce bon, il retire des stocks sociaux d'objets de consommation autant que coûte une quantité égale de son travail. Le même quantum de travail qu'il a fourni à la société sous une forme, il le reçoit d'elle, en retour, sous une autre forme.
Parce que cette phase garde les stigmates de l'ancienne société, subsiste pendant la phase inférieure :
- La division du travail et donc l'opposition travail manuel/travail intellectuel[26]
- Un pan du droit bourgeois, celui qui régule la répartition des produits et du travail entre les membres de la société[27],[28],[29]

Ce pan du droit bourgeois est utile car dans cette première phase, la société ne peut pas encore donner à chaque individu ce qu'il veut sans demander un travail équivalent en échange. Il s'agit donc dans un premier temps d'une généralisation du modèle « à chacun selon son travail ». Ce droit bourgeois est donc un droit inégal, inéquitable.
« Le "droit égal", dit Marx, nous l'avons ici, en effet, mais c'est encore le "droit bourgeois" qui, comme tout droit présuppose l'inégalité. Tout droit consiste dans l'application d'une règle unique à des gens différents , à des gens qui, en fait, ne sont ni identiques, ni égaux. Aussi le "droit égal" équivaut-il à une violation de l'égalité, à une injustice. En effet, chacun reçoit, pour une part égale de travail social fourni par lui, une part égale du produit social (avec les défalcations indiquées plus haut). Or, les individus ne sont pas égaux : l'un est plus fort l'autre plus faible; l'un est marié, l'autre non; l'un a plus d'enfants, l'autre en a moins, etc. ..."A égalité de travail, conclut Marx, et, par conséquent, à égalité de participation au fond social de consommation, l'un reçoit donc effectivement plus que l'autre, l'un est plus riche que l'autre, etc. Pour éviter tous ces inconvénients, le droit devrait être non pas égal, mais inégal." »
« Mais ces défauts sont inévitables dans la première phase de la société communiste, telle qu'elle vient de sortir de la société capitaliste, après un long et douloureux enfantement. Le droit ne peut jamais être plus élevé que l'état économique de la société et que le degré de civilisation qui y correspond. »
Ainsi, avec le socialisme, l'État dépérit. Le seul vestige de l'État qui subsiste est le pan du droit bourgeois à la répartition. Si on envisage les choix politiques qui demeurent à faire (comme la recherche dans les innovations technologiques par exemple), ils seront réalisés par la société elle-même, au sein d'organes démocratiques non séparés d'elle.
Une telle société communiste ferait également disparaître (naturellement) les frontières et les états-nations, sans doute réduites à des indications culturelles et touristiques.

### Phase supérieure du communisme (ou communisme intégral)

Le drapeau rouge, utilisé comme symbole du mouvement ouvrier à partir du XIXe siècle et repris par les mouvements socialistes, puis communistes.

Les rapports socialistes, associés à une hausse des forces productives pour répondre aux besoins, seraient la base d'une nouvelle évolution vers de nouveaux rapports, cette fois-ci communistes.
« Dans une phase supérieure de la société communiste, quand auront disparu l'asservissante subordination des individus à la division du travail et, avec elle, l'opposition entre le travail intellectuel et le travail manuel; quand le travail ne sera pas seulement un moyen de vivre, mais deviendra lui-même le premier besoin vital; quand, avec le développement multiple des individus, les forces productives se seront accrues elles aussi et que toutes les sources de la richesse collective jailliront avec abondance, alors seulement l'horizon borné du droit bourgeois pourra être définitivement dépassé et la société pourra écrire sur ses drapeaux "De chacun selon ses capacités, à chacun selon ses besoins !" »
Dans cette nouvelle société, les biens de consommation seraient distribués en libre-service. Beaucoup envisagent qu'il puisse exister des restrictions, en raison par exemple des limites naturelles. La division du travail est de plus en plus réduite à partir de la dictature du prolétariat mais ne disparaît totalement que dans la phase supérieure du communisme. Sans division du travail, Marx décrit la société ainsi :
« Dans la société communiste, où chacun n'a pas une sphère d'activité exclusive, mais peut se perfectionner dans la branche qui lui plaît, la société réglemente la production générale ce qui crée pour moi la possibilité de faire aujourd'hui telle chose, demain telle autre, de chasser le matin, de pêcher l'après-midi, de pratiquer l'élevage le soir, de faire de la critique après le repas, selon mon bon plaisir, sans jamais devenir chasseur, pêcheur ou critique. »
Cependant, son propos étant ici généralisé à l'ensemble de la société communiste et non spécifiquement à sa phase supérieur, on peut imaginer que déjà dans la phase inférieure (ou socialisme), la division du travail est suffisamment amoindrie pour permettre une organisation telle que décrite ici par Marx.